# Luzula densiflora
Luzula densiflora là một loài thực vật có hoa trong họ Juncaceae. Loài này được (H.Nordensk.) Edgar mô tả khoa học đầu tiên năm 1975.